# Raqs Media Collective

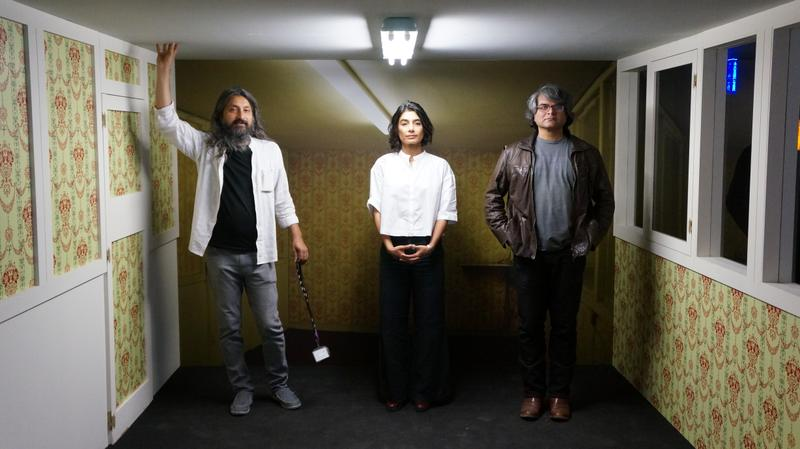
Raqs Media Collective (2016)

Raqs Media Collective (gegründet 1991 in Neu-Delhi, Indien) ist ein von Monica Narula (* 1969), Jeebesh Bagchi (* 1965), und Shuddhabrata Sengupta (* 1968) gegründetes Medien-Kollektiv.
„Das Raqs Media Collective tritt mit großer Freude in unterschiedlichen Rollen auf, häufig als Künstler, bisweilen als Kurator, dann wieder als philosophischer Agent Provocateur. Neben der Erstellung von Werken zeitgenössischer Kunst, der sie sich hauptsächlich widmen, haben die Mitglieder des Kollektivs auch Filme produziert, Ausstellungen kuratiert, Bücher herausgegeben, Events auf die Bühne gebracht, mit Architekten, Programmierern, Schriftstellern und Theaterdirektoren zusammengearbeitet und Prozesse ins Leben gerufen, die weitreichende Folgen für die zeitgenössische indische Kultur hatten.“
Als Teilnehmer der Documenta11 in Kassel zeigte Raqs 28 ° 28 'N / 77 ° 15' E:: 2001/02 (An Installation on the Co-ordinates of Everyday Live in Delhi) Die Installation bestand aus drei auf die Wände projizierte Videos und aus einem Satellitenbild von Delhi, welches auf den Boden projiziert wurde. Die Videos zeigen Züge, die an den Bahnhöfen von Neu-Delhi ankommen, den Bau und Abriss illegaler Wohnsiedlungen in der Stadt, sowie Bilder der gesetzlichen Vorschriften, Masterpläne und Baugenehmigungen.